# Distretto di Platería
Il distretto di Platería è uno dei quindici distretti della provincia di Puno, in Perù. Si trova nella regione di Puno e si estende su una superficie di 240,63 chilometri quadrati.

Istituito il 25 aprile 1964, ha per capitale la città di Plateria; nel censimento 2005 si contava una popolazione di 8.835 unità.